# Carlos Jiménez Villarejo
Carlos Jiménez Villarejo, né le 3 juin 1935 à Malaga, est un juriste et homme politique espagnol.

## Biographie
Candidat sur les listes de Podemos pour les élections européennes, il est élu député européen le 25 mai 2014. Il commence son mandat le 1er juillet suivant, mais sa démission prend effet le 31 du même mois.